# STOXX Europe 600
El STOXX Europe 600 o STOXX 600 es un índice bursátil compuesto de las 600 principales compañías por capitalización bursátil europeas. Este índice ha sido diseñado por STOXX Ltd.
Este índice tiene un número fijo de 600 componentes que representan a las empresas de gran, media y pequeña capitalización en 17 países europeos, que cubren aproximadamente el 90% de la capitalización de mercado libre del mercado de renta variable europea. Los países que componen el índice son Alemania, Austria, Bélgica, Dinamarca, España, Finlandia, Francia, Grecia, Holanda, Irlanda, Italia, Noruega, Portugal, Reino Unido, República Checa, Suecia y Suiza. Sector de las versiones específicas de diferenciación (banca, petróleo y gas, chimeneas, etc.) también están disponibles. Este índice es de referencia para el intercambio de Exchange-Traded Funds (ETF).